# Innocent Eyes (singolo Delta Goodrem)
Innocent Eyes è una canzone pop scritta da Delta Goodrem e Vince Pizzinga, prodotta da John Fields per l'album di debutto della cantautrice australiana, Innocent Eyes (2003). È stata pubblicata come terzo singolo dell'album il 6 giugno 2003.